# Admiralspalast
L'Admiralspalast è un luogo d'intrattenimento situato a Berlino, nel quartiere di Mitte, presso la Friedrichstraße 101/102. Nel 2006 è stato riaperto al pubblico dopo un'ampia opera di ristrutturazione e riconversione.

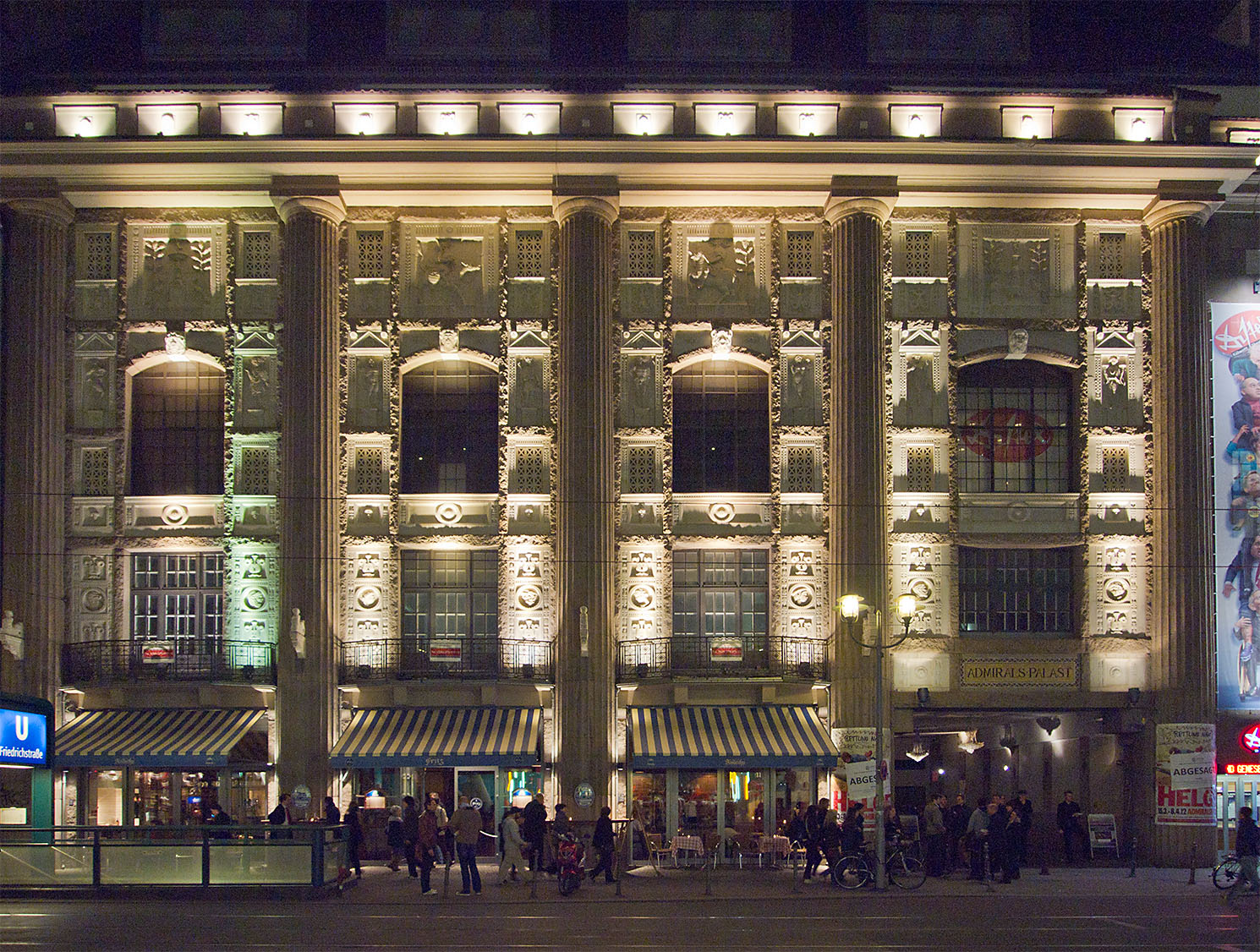
Admiralspalast, Berlino, veduta esterna

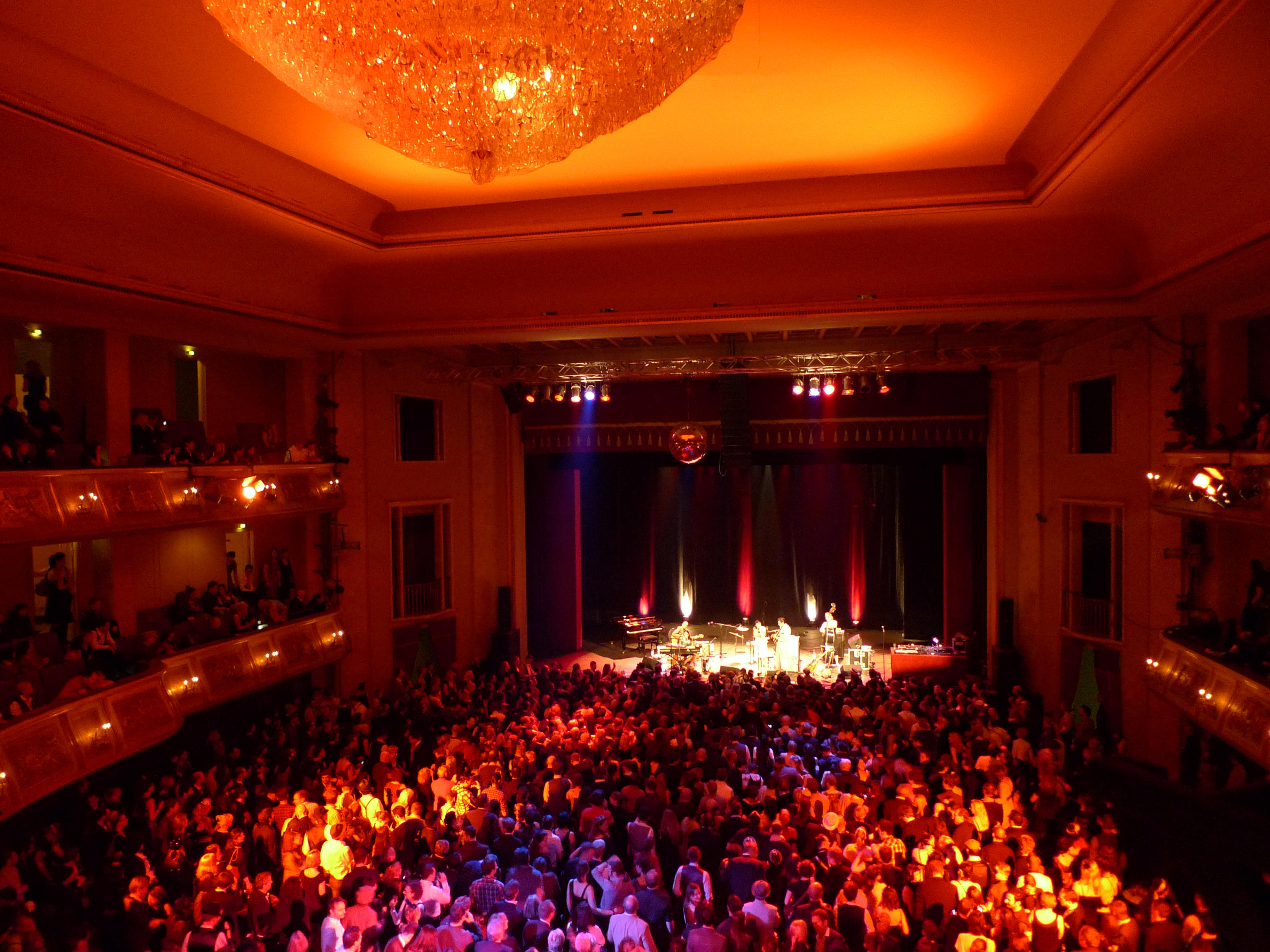
Admiralspalast, Berlino, sala interna

## Storia

### La nascita
Nel 1867, durante i lavori di costruzione della Friedrichstraße, fu casualmente scoperta una sorgente di acqua salina e così, nel 1873, gli architetti Adolf Heyden e Walter Kyllmann edificarono uno stabilimento balneare noto come "Admiralsgartenbad". Secondo i successivi piani, risalenti all'inizio del XX secolo, l'edificio doveva essere poi riqualificato in un luogo d'intrattenimento e sport.
Così nel 1910 l'edificio fu demolito e, secondo i progetti degli architetti Alexander Diepenbrock e Heinrich Schweitzer, fu costruito un palazzo di quattro piani con ristoranti, bagni lussuosi e una pista di ghiaccio. L'anno seguente, lo stabile fu inaugurato con il nome di Admiralspalast e fu presto considerato, con le oltre 900 stanze a disposizione, uno dei più grandi luoghi di svago di Berlino. All'interno del palazzo si trovavano inoltre un teatro di giochi con le luci e una caffetteria. I locali dei bagni, ricchi e ben attrezzati, erano aperti notte e giorno. Disponevano di una vasca principale, che misurava 14x5 metri, ed erano decorati in stile classico con immagini a mosaico e sculture di maiolica di Karlsruhe. Presso l'arena di ghiaccio, 50x23 metri, venivano messi in scena i balletti composti dal direttore d'orchestra Julius Einödshofer.
Circa dieci anni dopo, a seguito dei progetti degli architetti Richard Wolffenstein e Oskar Kaufmann, il concetto del palazzo fu modificato e la pista di ghiaccio nell'ala centrale fu trasformata in un teatro di varietà noto come Welt-Varieté, decorato in stile Art Déco con due file di spalti e 1065 posti a sedere. Nel 1923 fu il direttore d'opera Herman Haller a prendere la gestione del teatro e lo trasformò nel Teatro nell'Admiralspalspalast in cui venivano rappresentate le sue famose opere. Fu inaugurato con lo spettacolo Drunter und drüber la cui musica fu scritta dal componista tedesco Walter Kollo. Infine, nel 1931, furono i fratelli Alfred e Fritz Rotter a prendere la gestione del palazzo.

### Epoca nazionalsocialista
Nel 1933 il gruppo Rotter, che comprendeva anche molti altri teatri, fallì e il palazzo fu rilevato dal direttore d'orchestra Walter Hochtritt e fu così che, a metà degli anni '30, il repertorio si spostò verso l'operetta. Nel 1939 l'Admiralspalast si fuse con il Metropol-Theater nella Behrenstraße. Il 20 dicembre dello stesso anno, su ordine del ministro del Reich Joseph Goebbels e secondo i progetti di Paul Baumgarten, il teatro fu completamente ridisegnato in una "area ricreativa di bellezza festiva" in una forma semplice e classicista, la quale è ancora oggi conservata. Il 1º settembre 1944 l'Admiralspalast fu chiuso insieme agli altri teatri di Berlino per ordine del NSDAP a causa della proclamazione della Guerra Totale.

### Dopo la guerra

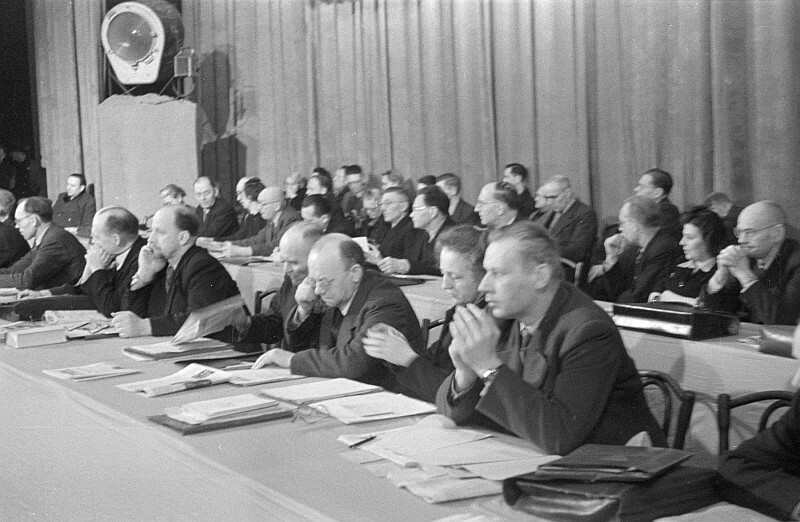
Admiralspalast, Berlino, Riunione del Commando Sovietico

L'edificio fu in gran parte risparmiato dalla Seconda Guerra Mondiale. La sala del teatro, ancora intatta, fu utilizzata a partire dal 1945 come sede di eventi politici e culturali dalle autorità tedesche e sovietiche. In seguito la Deutsche Staatsoper, il cui edificio non poteva più essere utilizzato a causa dei bombardamenti, si trasferì nell'Admiralspalast. Il concerto di apertura si tenne il 23 agosto 1945 e per i successivi dieci anni furono eseguiti un totale di 55 concerti.
Il 29 gennaio 1946, in occasione della riapertura dell'Università di Berlino, nell'Admiralspalast fu celebrata un'importante cerimonia. Il 21 e 22 aprile dello stesso anno nei locali del palazzo fu decisa la fondazione del Partito Socialista Unificato di Germania. Nell'edificio, il 30 novembre 1948, Friedrich Ebert fu eletto Sindaco di Berlino Est.
Nel 1955 la Deutsche Staatsoper tornò nel suo palazzo originario a Unter den Linden e fu così che il Metropol-Theater si trasferì all'Admiralspalast. Fino alla sua chiusura, nel 1997, sono stati eseguiti nella grande sala principale da 1400 posti operette e musical da una compagnia teatrale permanente. Prima del trasferimento presso la Konzerthaus am Gendarmenmarkt, avvenuto nel 1984, anche l'Orchestra Sinfonica di Berlino ha eseguito qua la maggior parte dei proprio concerti.

## Utilizzo dal 2005 ad oggi
Nel 2005, dopo un lungo periodo di inattività, il complesso edilizio fu rilevato dall'imprenditore Falk Walter. Il palazzo fu ampiamente ristrutturato con l'obiettivo di riportarlo al suo antico splendore: con un teatro, un bagno di lusso, una caffetteria, un ristorante e un club. Per la ristrutturazione del bagno furono utilizzati mosaici, tessere di marmo e dipinti originali, i quali erano stati conservati in un deposito a Lichtenberg.
L'11 agosto 2006 ebbe luogo la riapertura ufficiale, nell'edificio ancora incompiuto, con la rappresentazione dell'Opera da tre soldi diretta da Klaus Maria Brandauer e con Campino nel ruolo di Mackie Messer. Alla celebrazione del post-première partecipò, tra gli altri, l'allora 103enne Johannes Heesters che cantò molti dei suoi grandi successi.
Nel 2010 l'edificio è stato insignito del Premio Federale per l'artigianato nella conservazione dei monumenti storici. Nell'agosto dello stesso anno l'Admiralspalast Produktions GmbH, gestore del locale, ha presentato istanza di insolvenza per debiti di locazione per 380 000 euro ma l'attività è comunque proseguita.
Dal 15 giugno 2011 l'Admiralspalast è di proprietà del produttore Maik Klokow e del suo gruppo Mehr! Entertainment.
Nel 2012 i Linkin Park hanno tenuto un concerto presso l'Admiralspalast nell'ambito del Living Things Tour. Il concerto è stato trasmesso in circa 200 cinema americani.

### F101
Attualmente al terzo piano dell'edificio si trova il palco F101 il quale ha una capacità di circa 200 posti. Il teatro ebraico di Dan Lahav ha tenuto qua le proprie rappresentazioni dal 2011 al 2014 prima di trasferirsi a Meinekestraße vicino al Kurfürstendamm.

### Studio
Al quinto piano dell'Admiralspalast si trova Das Studio, questa sala è in uso dal 2006 ed è stata aperta dalla compagnia teatrale Familie Flöz. Dispone di 450 posti a sedere e di una tribuna con sedie che, per concerti rock, può essere rimossa.

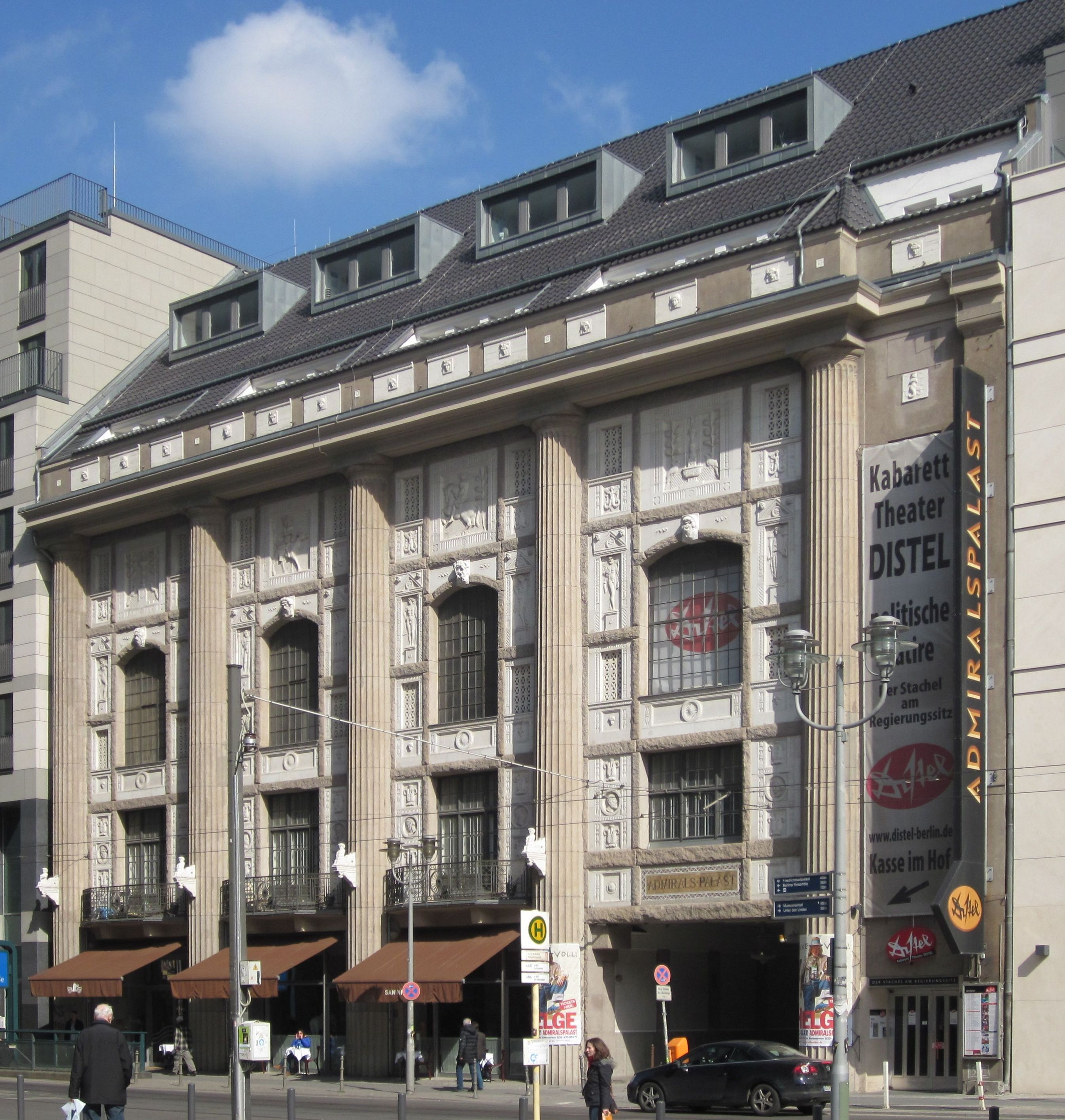
Admiralspalast, 2011
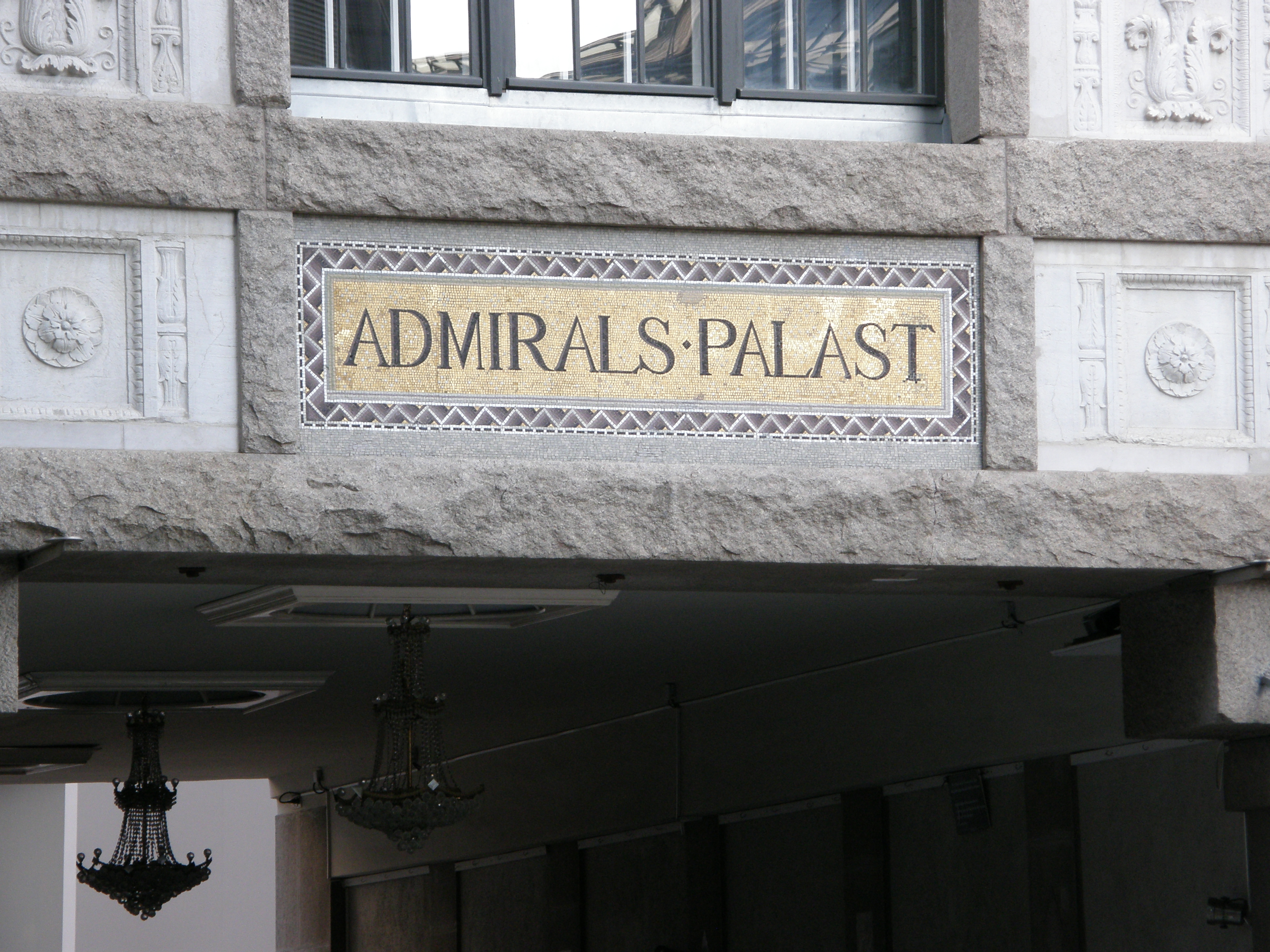
Admiralspalast, Porta d'ingresso, 2010
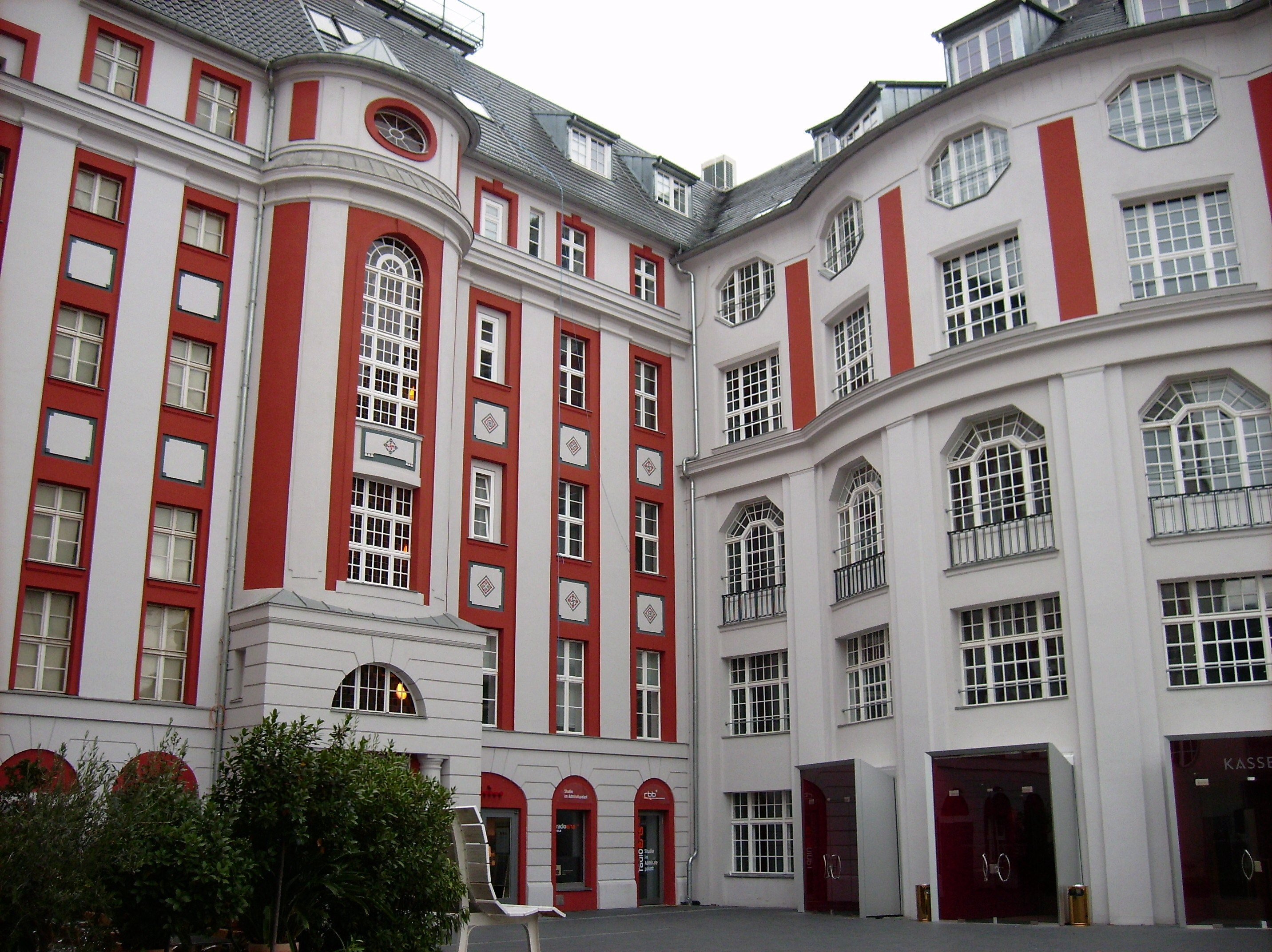
Cortile interno, Admiralspalast, 2008
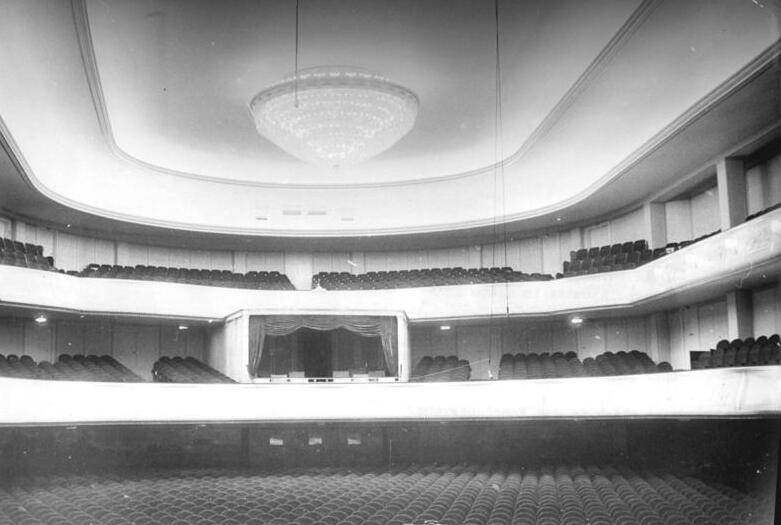
Auditorio dopo i lavori di ricostruzione, dicembre 1955